# Rodrigue Mels
Rodrigue Mels, né le 15 avril 1985 aux Abymes, en Guadeloupe article détaillé, est un joueur français de basket-ball. Il évolue au poste d'arrière.

## Biographie
Rodrigue Mels commence le basket-ball en GuadeArticle détaillé au club Redoutable à Pointe-à-Pitre. Il rejoint le Centre fédéral en 2000, où il évolue durant trois ans. Après une saison avec les espoirs de Nancy en 2003-2004, remportant le titre de champion de France espoirs et disputant ses premiers matchs avec l'équipe première, il n'obtient pas de contrat professionnel et décide alors de rentrer en GuadeArticle détaillé pour poursuivre ses études. En 2005, il rejoint l'équipe du Midland Community College en Juco pour deux saisons. Il remporte le titre national et est nommé MVP du tournoi. Rodrigue Mels est alors recruté par Cal State Northridge, équipe de NCAA, où il reste deux années. À sa sortie de l'université, il est mis à l'essai par Cholet, mais il n'est pas retenu. Il est alors recruté par l'AEK Athènes en 2009, y évoluant durant deux saisons. Le 8 juin 2011, le club de Champagne Châlons Reims Basket le recrute pour la saison 2011-2012.